# Charles Ruchot
 (octobre 2021).
Si vous disposez d'ouvrages ou d'articles de référence ou si vous connaissez des sites web de qualité traitant du thème abordé ici, merci de compléter l'article en donnant les références utiles à sa vérifiabilité et en les liant à la section « Notes et références ».
Charles Ruchot, né le 16 avril 1871 à Paris où il est mort le 20 avril 1954, est un sculpteur français.

## Biographie
Charles Ruchot naît dans le 12e arrondissement de Paris le 16 avril 1871, d'un père mouleur demeurant rue Marceau (actuelle rue de Wattignies).
Actif d'environ 1890 à 1925, il réalise des œuvres inspirées successivement par l'Antiquité grecque, l'Art nouveau puis  l'Art déco. Il produit nombre de pièces décoratives ou utilitaires en bronze ou en régule : statuettes, lampes, pendules et objets publicitaires.
Une brûlure à la main gauche l'exempte de service militaire.
Le 29 avril 1893, il épouse Aimée Marie Boudier (1867-1944) à la mairie du 11e arrondissement de Paris.
À partir de 1925, il figure sur les listes électorales de Romainville avec ses fils Paul Charles (1894-1971), modeleur-mécanicien, et Fernand (1898-1989), mécanicien,. Charles Henri (1904-1989), lui aussi mécanicien, s'y ajoute en 1930.
Il meurt à l'hôpital Tenon le 20 avril 1954 et a été inhumé au Cimetière ancien de Romainville.

## Œuvres
le Commerce
- Nymphe des flots
- La Pêcheuse
- La Paix
- L'Envolée
- L'alerte
- La Semeuse
- Jehanne d'Arc au drapeau avec son épée en pied, 30 × 11 × 11 cm
- Jeanne d'Arc au drapeau à cheval
- La Charmeuse d'oiseaux
- Le Forgeron
- La Défense du drapeau
- La Récolte
- Le Jardinier
- La Science
- Le Mineur de fond
- La Gloire couronnant le Travail
- Joyeuses moissons, groupe avec un paysan et une paysanne
- Mouettes au dessus des vagues sur plateau de marbre

### Figurine d'édition en céramique
- Jeune femme blanche au bouquet polychrome à la jupe gonflante vert céladon, 30 × 24 × 13 cm céramique émaillée polychrome.

### Objet d'art
- Lampe de style Art nouveau.
- Pendule Liseron de style Art nouveau.
- Saleron publicitaire Arôme Maggi avec un lutin, régule.[pas clair]